# Collegio uninominale Lombardia 1 - 10
Il collegio elettorale uninominale Lombardia 1 - 10 è stato un collegio elettorale uninominale della Repubblica Italiana per l'elezione della Camera tra il 2017 ed il 2022.

## Territorio
Come previsto dalla legge elettorale italiana del 2017, il collegio era stato definito tramite decreto legislativo all'interno della circoscrizione Lombardia 1.
Era formato dal territorio di 11 comuni: Brugherio, Cernusco sul Naviglio, Cologno Monzese, Pantigliate, Peschiera Borromeo, Pioltello, Rodano, San Donato Milanese, Segrate, Settala e Vimodrone.
Il collegio era quindi compreso tra la città metropolitana di Milano e la provincia di Monza e della Brianza.
Il collegio era parte del collegio plurinominale Lombardia 1 - 02.

## Eletti
| Elezione | Elezione | Deputato    | Gruppo parlamentare                  |
| -------- | -------- | ----------- | ------------------------------------ |
|          | 2018     | Luca Squeri | Forza Italia - Berlusconi Presidente |

## Dati elettorali

### XVIII legislatura
Come previsto dalla legge elettorale, 232 deputati erano eletti con sistema a maggioranza relativa in altrettanti collegi uninominali a turno unico.
| Candidati              | Candidati             | Voti    | %     | Liste                           | Voti    | %     |
| ---------------------- | --------------------- | ------- | ----- | ------------------------------- | ------- | ----- |
|                        | Luca Squeri ✔️ Eletto | 61 581  | 39,77 | Lega                            | 31 641  | 20,44 |
| Forza Italia           | Luca Squeri ✔️ Eletto | 61 581  | 39,77 | 21 933                          | 14,17   |       |
| Fratelli d'Italia      | Luca Squeri ✔️ Eletto | 61 581  | 39,77 | 6 450                           | 4,17    |       |
| Noi con l'Italia - UDC | Luca Squeri ✔️ Eletto | 61 581  | 39,77 | 1 557                           | 1,01    |       |
|                        | Morena Lucà           | 44 242  | 28,57 | Partito Democratico             | 36 042  | 23,28 |
| +Europa                | Morena Lucà           | 44 242  | 28,57 | 6 573                           | 4,25    |       |
| Italia Europa Insieme  | Morena Lucà           | 44 242  | 28,57 | 1 076                           | 0,69    |       |
| Civica Popolare        | Morena Lucà           | 44 242  | 28,57 | 551                             | 0,36    |       |
|                        | Alessia Daniele       | 38 973  | 25,17 | Movimento 5 Stelle              | 38 973  | 25,17 |
|                        | Giuseppe Angelico     | 5 194   | 3,35  | Liberi e Uguali                 | 5 194   | 3,35  |
|                        | Daniela Radaelli      | 1 825   | 1,18  | Potere al Popolo!               | 1 825   | 1,18  |
|                        | Maurizio Binelli      | 1 432   | 0,92  | CasaPound                       | 1 432   | 0,92  |
|                        | Mauro Civati          | 689     | 0,45  | Il Popolo della Famiglia        | 689     | 0,45  |
|                        | Paolo Reina           | 432     | 0,28  | 10 Volte Meglio                 | 432     | 0,28  |
|                        | Elena Felicetti       | 317     | 0,20  | Per una Sinistra Rivoluzionaria | 317     | 0,20  |
|                        | Anna Grosso           | 143     | 0,09  | PRI - ALA                       | 143     | 0,09  |
| Totale                 | Totale                | 154 828 | 100   |                                 | 154 828 | 100   |
|                        |                       |         |       |                                 |         |       |
| Voti non validi        | Voti non validi       | 3 820   | 2,41  |                                 |         |       |
| Votanti                | Votanti               | 158 648 | 77,16 |                                 |         |       |
| Elettori               | Elettori              | 205 603 |       |                                 |         |       |